# Ravinala Airports
Ravinala Airports est une société malgache de gestion aéroportuaire issue d'un partenariat public-privé entre l'État malgache et un consortium composé du fonds d'investissement français Meridiam et d'ADP International. Elle assure depuis juillet 2018 la concession des deux principaux aéroports internationaux de Madagascar: l’aéroport international d’Ivato (Antananarivo) et l’aéroport international de Nosy-Be-Fascène (Nosy Be).
Sa mission consiste à moderniser ces infrastructures, améliorer leur conformité aux normes internationales et en faire des plateformes compétitives au service du développement économique et touristique du pays.

## Historique

### Lancement du projet
L'histoire de Ravinala Airports commence en novembre 2015 lorsque l'État malgache lance un appel d'offres international pour la modernisation de ses principaux aéroports. Après sélection, le consortium formé par Meridiam et ADP International est retenu en juin 2016. Les parties officialisent leur collaboration le 15 décembre 2016 par la signature d'une convention de concession de 28 ans des deux aéroports. Tout au long de l'année 2017, la nouvelle société Ravinala Airports mène des études techniques approfondies en prévision des futurs travaux.

### Entrée en concession
Le 1er juillet 2018 marque un tournant décisif avec la prise effective de gestion des aéroports d'Ivato et de Fascène par Ravinala Airports. Dès le mois d'août suivant, des travaux d'urgence sont entrepris pour remettre aux normes les installations les plus critiques, notamment les systèmes électriques et de climatisation qui présentaient des défaillances importantes.
Dès 2019, Ravinala Airports engage une rénovation complète de la zone d'embarquement du terminal 1 d'Ivato et du terminal existant de Fascene.
L'année 2020 est marquée par l'extension du hall d'enregistrement à Ivato, dont la surface augmente de 40%, offrant ainsi plus d'espace aux voyageurs. Le nouveau système de traitement des bagages, mis en service cette année-là, permet de fluidifier considérablement les opérations. Cette même année voit le début des travaux d'extension à Nosy Be pour accueillir les gros porteurs, une nécessité pour développer le tourisme international.
En 2021, le nouveau terminal d'Ivato est inauguré, doté d'équipements modernes et d'une capacité doublée. Les travaux se poursuivent en 2022 avec l'amélioration des parkings et la création de nouvelles voies d'accès.